# Slovenska Nogometna Liga 2009/10
Die Slovenska Nogometna Liga 2009/10, auch PrvaLiga Telekom nach dem Sponsor Telekom genannt, war die 19. Spielzeit der höchsten slowenischen Spielklasse im Männerfußball. Sie begann am 17. Juli 2009 und endete am 30. Mai 2010.
FC Koper gewann zum ersten Mal die Meisterschaft. Vorjahressieger NK Maribor wurde Zweiter und qualifizierte sich so für die Europa League.

## Vereine
| Verein                | Stadt       | Stadion              | Kapazität |
| --------------------- | ----------- | -------------------- | --------- |
| NK Celje              | Celje       | Arena Petrol         | 13.006    |
| NK Domžale            | Domžale     | Športni park Domžale | 02.813    |
| NK Labod Drava Ptuj   | Ptuj        | Ptuj City Stadion    | 02.200    |
| ND Gorica             | Nova Gorica | Stadion Športni Park | 03.066    |
| Interblock Ljubljana  | Ljubljana   | ŽŠD Stadion          | 05.000    |
| FC Luka Koper         | Koper       | ŠRC Bonifika Stadion | 04.047    |
| NK Maribor            | Maribor     | Ljudski vrt          | 12.994    |
| NK Nafta Lendava      | Lendava     | Športni park Lendava | 02.020    |
| NK Olimpija Ljubljana | Ljubljana   | Stadion Stožice      | 16.038    |
| NK Rudar Velenje      | Velenje     | Ob Jezeru Stadion    | 02.341    |

## Statistiken

### Abschlusstabelle
| Pl. | Verein                      | Sp. | S  | U  | N  | Tore    | Diff. | Punkte |
| --- | --------------------------- | --- | -- | -- | -- | ------- | ----- | ------ |
| 1.  | FC Luka Koper               | 36  | 21 | 10 | 5  | 059:350 | +24   | 73     |
| 2.  | NK Maribor (M)              | 36  | 18 | 8  | 10 | 058:440 | +14   | 62     |
| 3.  | ND Gorica                   | 36  | 16 | 7  | 13 | 074:600 | +14   | 55     |
| 4.  | NK Olimpija Ljubljana 1 (N) | 36  | 16 | 7  | 13 | 051:330 | +18   | 53     |
| 5.  | NK Celje                    | 36  | 14 | 9  | 13 | 053:560 | −3    | 51     |
| 6.  | NK Nafta Lendava            | 36  | 14 | 7  | 15 | 051:530 | −2    | 49     |
| 7.  | NK Rudar Velenje            | 36  | 15 | 4  | 17 | 046:520 | −6    | 49     |
| 8.  | NK Domžale                  | 36  | 12 | 9  | 15 | 051:590 | −8    | 45     |
| 9.  | Interblock Ljubljana (P)    | 36  | 9  | 6  | 21 | 035:640 | −29   | 33     |
| 10. | NK Labod Drava Ptuj         | 36  | 7  | 9  | 20 | 034:560 | −22   | 30     |

Platzierungskriterien: 1. Punkte – 2. Direkter Vergleich (Punkte, Tordifferenz, geschossene Tore) – 3. Tordifferenz – 4. geschossene Tore

| (M) | amtierender slowenischer Meister                          |
| (P) | amtierender slowenischer Pokalsieger                      |
| (N) | Aufsteiger aus der Druga Slovenska Nogometna Liga 2008/09 |

### Tabellenführer und Tabellenletzter
Tabellenführer
| Farblegende (Tabellenführer)                   |
| Interblock Ljubljana FC Koper NK Rudar Velenje |
|                                                |

Tabellenletzter
| Farblegende (Tabellenletzter)                                                                  |
| NK Olimpija Ljubljana NK Maribor NK Nafta Lendava NK Labod Drava Ptuj NK Domžale ND HIT Gorica |
|                                                                                                |

### Kreuztabelle
| Hinrunde (Spieltag 1–18) | Hinrunde (Spieltag 1–18) | Hinrunde (Spieltag 1–18) | Hinrunde (Spieltag 1–18) | Hinrunde (Spieltag 1–18) | Hinrunde (Spieltag 1–18) | Hinrunde (Spieltag 1–18) | Hinrunde (Spieltag 1–18) | Hinrunde (Spieltag 1–18) | Hinrunde (Spieltag 1–18) | 2010/11               | Rückrunde (Spieltag 19–36) | Rückrunde (Spieltag 19–36) | Rückrunde (Spieltag 19–36) | Rückrunde (Spieltag 19–36) | Rückrunde (Spieltag 19–36) | Rückrunde (Spieltag 19–36) | Rückrunde (Spieltag 19–36) | Rückrunde (Spieltag 19–36) | Rückrunde (Spieltag 19–36) | Rückrunde (Spieltag 19–36) |
| ------------------------ | ------------------------ | ------------------------ | ------------------------ | ------------------------ | ------------------------ | ------------------------ | ------------------------ | ------------------------ | ------------------------ | --------------------- | -------------------------- | -------------------------- | -------------------------- | -------------------------- | -------------------------- | -------------------------- | -------------------------- | -------------------------- | -------------------------- | -------------------------- |
| NK Celje                 | NK Domžale               | NK Drava Ptuj            | ND Gorica                | Interblock Ljubljana     | FC Koper                 |                          | NK Nafta Lendava         | NK Olimpija Ljubljana    | NK Rudar Velenje         | Verein                | NK Celje                   | NK Domžale                 | NK Drava Ptuj              | ND Gorica                  | Interblock Ljubljana       | FC Koper                   |                            | NK Nafta Lendava           | NK Olimpija Ljubljana      | NK Rudar Velenje           |
|                          | 2:3                      | 1:0                      | 2:0                      | 3:1                      | 0:1                      | 2:1                      | 2:2                      | 1:1                      | 0:4                      | NK Celje              |                            | 1:0                        | 3:0                        | 1:4                        | 5:1                        | 1:3                        | 0:2                        | 3:2                        | 1:0                        | 0:0                        |
| 1:5                      |                          | 2:2                      | 1:4                      | 1:0                      | 1:1                      | 1:3                      | 2:1                      | 1:2                      | 2:0                      | NK Domžale            | 2:2                        |                            | 2:0                        | 2:3                        | 2:1                        | 0:1                        | 2:3                        | 3:1                        | 1:2                        | 1:1                        |
| 0:1                      | 2:1                      |                          | 1:1                      | 1:1                      | 1:3                      | 0:2                      | 1:2                      | 0:3                      | 1:0                      | NK Labod Drava Ptuj   | 0:1                        | 2:1                        |                            | 2:4                        | 3:1                        | 1:1                        | 0:1                        | 0:0                        | 0:0                        | 0:1                        |
| 1:1                      | 1:1                      | 1:2                      |                          | 4:3                      | 1:2                      | 2:3                      | 3:1                      | 1:2                      | 1:3                      | ND Gorica             | 3:0                        | 2:3                        | 2:1                        |                            | 6:1                        | 1:2                        | 3:3                        | 3:1                        | 1:1                        | 2:1                        |
| 1:2                      | 0:0                      | 2:1                      | 3:1                      |                          | 0:1                      | 2:1                      | 1:1                      | 0:1                      | 3:1                      | Interblock Ljubljana  | 0:0                        | 2:1                        | 0:2                        | 0:5                        |                            | 0:5                        | 0:1                        | 1:1                        | 2:1                        | 0:1                        |
| 1:0                      | 0:1                      | 0:0                      | 1:1                      | 2:1                      |                          | 1:3                      | 3:1                      | 2:1                      | 2:2                      | FC Luka Koper         | 4:0                        | 1:3                        | 1:1                        | 3:2                        | 0:0                        |                            | 0:0                        | 2:0                        | 1:0                        | 2:1                        |
| 3:3                      | 1:2                      | 2:2                      | 0:1                      | 1:0                      | 1:2                      |                          | 3:1                      | 1:0                      | 0:2                      | NK Maribor            | 1:1                        | 1:1                        | 3:2                        | 3:1                        | 1:0                        | 2:2                        |                            | 1:2                        | 2:1                        | 0:1                        |
| 2:2                      | 2:2                      | 3:1                      | 2:1                      | 0:1                      | 3:1                      | 2:4                      |                          | 1:0                      | 5:2                      | NK Nafta Lendava      | 2:1                        | 2:0                        | 1:0                        | 0:1                        | 3:1                        | 1:2                        | 3:1                        |                            | 0:1                        | 2:0                        |
| 4:2                      | 3:1                      | 3:0                      | 1:1                      | 1:3                      | 0:1                      | 0:1                      | 2:0                      |                          | 0:1                      | NK Olimpija Ljubljana | 1:3                        | 1:1                        | 2:0                        | 5:0                        | 2:0                        | 3:1                        | 1:1                        | 0:0                        |                            | 0:1                        |
| 2:0                      | 4:1                      | 0:3                      | 0:3                      | 2:1                      | 2:2                      | 1:0                      | 2:0                      | 0:3                      |                          | NK Rudar Velenje      | 3:1                        | 0:2                        | 4:2                        | 2:3                        | 1:2                        | 0:2                        | 0:2                        | 0:1                        | 1:3                        |                            |

### Relegation
An der Relegation nahmen der Neuntplatzierte der ersten Liga sowie der Zweitplatzierte aus der zweiten Liga teil. Es wurde ein Hin- und Rückspiel ausgetragen. Der Relegationssieger NK Triglav Kranj stieg in die erste Liga auf, während Interblock Ljubljana abstieg.
| Datum        |                            | Ergebnis  |                            | Tore                                                |
| ------------ | -------------------------- | --------- | -------------------------- | --------------------------------------------------- |
| 23. Mai 2010 | Interblock Ljubljana       | 0:1 (0:0) | NK Triglav Gorenjska Kranj | 0:1 Dolžan (63.)                                    |
| 30. Mai 2010 | NK Triglav Gorenjska Kranj | 3:0 (0:0) | Interblock Ljubljana       | 1:0 Mišič (59.), 2:0 Burgar (72.), 3:0 Dolžan (74.) |
| Gesamt:      | Interblock Ljubljana       | 0:4       | NK Triglav Gorenjska Kranj |                                                     |

### Torschützen
| Pl. | Player              | Verein                | Tore |
| --- | ------------------- | --------------------- | ---- |
| 1.  | Milan Osterc        | ND Gorica             | 23   |
| 2.  | Dragan Jelić        | NK Maribor            | 15   |
| 3.  | Mitja Brulc         | FC Luka Koper         | 12   |
| 3.  | Dalibor Volaš       | NK Nafta Lendava      | 12   |
| 5.  | Goran Cvijanovič    | ND HIT Gorica         | 11   |
| 5.  | Miran Pavlin        | FC Luka Koper         | 11   |
| 5.  | Dalibor Radujko     | FC Luka Koper         | 11   |
| 8.  | Ivan Brečević       | ND Gorica             | 10   |
| 8.  | Slaviša Dvorančič   | NK Celje              | 10   |
| 8.  | Marcos Tavares      | NK Maribor            | 10   |
| 11. | Sebastjan Cimirotič | NK Olimpija Ljubljana | 9    |
| 11. | Dare Vršič          | FC Luka Koper         | 9    |